# オレンジ・キャシディ
ジェームズ・シパリー（James Cipperly, 1984年5月4日 - ）は、アメリカ合衆国ニュージャージー州スチュワーツビル出身のプロレスラー。AEWにてオレンジ・キャシディ（Orange Cassidy）のリングネームで所属。

## 経歴

### キャリア初期

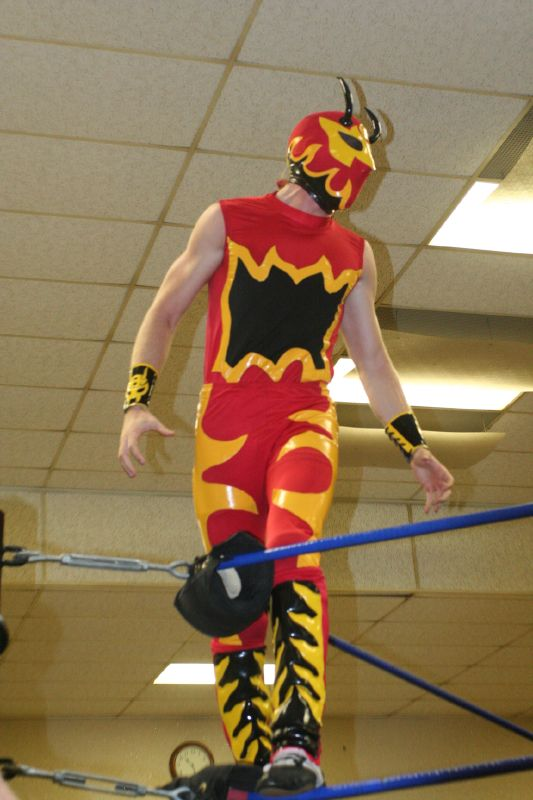
覆面レスラー時代
（2008年）

2004年にデビュー。当初はファイアー・アントのリングネームで覆面レスラーとして活動していた。

### AEW
2019年5月25日、AEWに初登場。
2022年6月26日、AEW x NJPW: FORBIDDEN DOORにてウィル・オスプレイの持つIWGP USヘビー級王座に挑戦したが、敗れた。10月12日放送のダイナマイトにてPACに勝利し、AEWオールアトランティック王座を初戴冠。2023年9月3日にジョン・モクスリーに敗れて王座陥落するまで、326日間王座を保持した。その後、10月10日放送のダイナマイトにてレイ・フェニックスに勝利し、二度目の王座戴冠を果たした。
2024年3月3日、ロデリック・ストロングに敗れて王座陥落した。

## 獲得タイトル
AEW
- AEWインターナショナル王座：2回
- カジノ・タッグチームロイヤル優勝：1回（2023年）

w / ダンハウゼン
アルファ1レスリング
- A1ゼログラビティ王座：1回

チカラ
- カンペオナトス・デ・パレハス優勝：1回

w / ソルジャー・アント
- キング・オブ・トリオズ優勝：2回（2011年、2018年）

w / グリーン・アント、ソルジャー・アント
w / ソルジャー・アント、シーフ・アント
- タッグ・ワールド・グランドプリックス優勝：1回（2008年）

w / ソルジャー・アント
DDTプロレスリング
- アイアンマンヘビーメタル級王座：1回

フォー・ザ・ルチャ!
- フォー・ザ・ルチャ・カップ優勝：1回（2014年）

グラウンド・ブレイキング・レスリング
- GBWタッグチーム王座：2回

w / ダニー・レイジ
F1RSTレスリング
- F1RSTレスリング・アップタウン・VFW王座：1回

| 年   | 2008 | 2019 | 2020 | 2021 | 2022 | 2023 | 2024 |
| ---- | ---- | ---- | ---- | ---- | ---- | ---- | ---- |
| 順位 | 439  | 224  | 84   | 21   | 114  | 8    | 24   |